# U-208号潜艇
U-208号（德語：U 208）是纳粹德国战争海军建造的568艘VII-C型潜艇（或称U艇）之一。它由基尔的日耳曼尼亚船厂承建，于1941年5月21日下水，至7月5日交付使用。第二次世界大战期间，该艇共执行过两次巡逻作战，仅击沉1艘容积总吨为3,872吨的英国商船。1941年12月7日，U-208号在直布罗陀以西的北大西洋遭英国驱逐舰赫斯珀洛斯号和收割者号共同以深水炸弹击沉，艇内45名官兵全数阵亡。

## 设计
VII-C型是VII级潜艇的第三次、也是最有价值的改进型。它搭载了被称为“S装置”的新式主动声呐系统，为了容纳这种新设备，VII-C型的艇体尺寸有所增加，并重新设计了压载水舱，在其两侧各增加了一个可提供储备浮力的小型浮舱，有利于潜艇完成快速下潜。U-208号的全长为67.10米，舷宽6.20米、并有4.74米的吃水深度，水上和水下排水量分别为769吨和871吨。该艇采用双轴设计，具有两副直径为1.23米的三叶螺旋桨。在机械系统方面，VII-C型艇也得到了升级：通过艇上配备的燃油过滤系统，柴油机润滑系统的使用受命得以延长，也为不同润滑剂在艇上机械设备上混合使用留足了余地。原先前型艇用于发射鱼雷和主压载舱吹除操作的电动空气压缩机则改为容克斯的柴动压缩机，从而减小了对艇上电气系统的依赖；此外，该型艇还装配了更为现代化的电力转换系统。动力由两台日耳曼尼亚生产的F46型六缸四冲程1,400匹公制馬力（1,000千瓦特）机械增压柴油机用于水面运行，以及两台AEG提供的GU 460/8-276型375匹公制馬力（280千瓦特）双作用电动发电机用于水下航行；水面最高航速17.7節（32.8每小時），水下7.6節（14.1每小時）；能够在水面以10節（19每小時）航速续航8,500海里（15,700），或以4節（7.4每小時）连续在水下航行80海里（150）而无需充电。
武器装备方面，U-208号装备有五具内置式鱼雷发射管——艇艏四具、艇艉一具。其艇艉的鱼雷发射管设计在耐压壳体内部、两片舵之间，鱼雷可以由此向外发射。在轮机舱甲板下方还配备了用于艇艉的鱼雷装填系统，耐压壳体与甲板室之间一前一后还设计有外置鱼雷贮存装置，因此U-208号可携带14枚G7型鱼雷。但不同于其它批次的C型艇，该艇不设水雷贮存及布设装置。此外，它还搭载有一门配备220发弹药的88毫米35式速射炮以及一门配备1,195发弹药20毫米30式高射炮作为甲板炮。其标准船员编制为4名军官及40－56名水兵。

## 历史
1939年10月16日，海军造舰局将U-208号的建造合同发包予基尔的日耳曼尼亚船厂，并自1940年8月5日开始铺设龙骨，建造序列为637。经过逾九个月的建造，它于1941年5月21日下水，至7月5日在首度担任艇长的海军中尉阿尔弗雷德·施利佩尔的指挥下交付使用。完成海试后，该艇加入驻基尔的第5潜艇区舰队，先是在波罗的海进行战备训练，进而计划于1941年9月作为前线艇换编至驻布雷斯特的第1潜艇区舰队，直到同年12月沉没。与当时大多数德国U艇一样，U-208号在瞭望塔上漆有其主保城市科隆的纹章作为艇徽。
第二次世界大战期间，U-208号曾执行过两次巡逻和一次狼群作战，仅击沉1艘容积总吨为3,872吨的英国商船。

### 作战巡逻
完成战备训练后，施利佩尔率领U-208号于1941年9月29日从基尔启程执行首次巡逻，在穿越波罗的海并在克里斯蒂安桑接受补给后，前往法韦尔角东南部和贝尔岛海峡附近的北大西洋游弋。从10月16日至11月2日，该艇曾加入“杀人放火”（Mordbrenner）狼群，并取得唯一的一记战功：11月2日05:26，U-208号从相当远的距离向无护航的英国货船拉普尔号（Larpool）发射了两枚鱼雷。对方当时正以8節（15每小時）的速度在强风和巨浪中航行至开普雷斯东南偏东约150海里（280）处。该船原本身处ON-27号护航队的第91号阵位，领航右舷外侧纵列，但出发后不久便遭遇恶劣天气，最终于10月28日至29日夜间与护航队失去联系。其中一枚鱼雷在持续了5分38秒后击中拉普尔号左舷前部，但并未造成太大影响。尽管如此，船上的39名船员和4名炮手立即开始弃船逃生。与此同时，施利佩尔继续逼近，并于07:17从仅300米开外再次发射两枚鱼雷作为“致命一击”，击中已陷入漂流的拉普尔号左舷舯部和船艏，导致其断成两截，并在40秒内沉没。经过为期四十五天、水面约6,500海里（12,000）和水下185海里（343）的航行，U-208号于11月12日抵达德占法国的布雷斯特。
1941年12月3日，U-208号在施利佩尔的指挥下离开布雷斯特执行第二次巡逻，前往北大西洋和直布罗陀以西海域游弋，从此再未归航。三天后，施利佩尔与当时在直布罗陀以西活动的另外六艘潜艇接到命令，必须穿越由英国皇家海军严密设防的直布罗陀海峡，前往地中海攻击盟军的补给线。由于没有返航报告，人们起初认为U-208号是在12月11日成功突围后被英国轻型护卫舰蓝铃花号击沉的。但实际上这次攻击是针对U-67号，且仅造成了轻微的损伤。根据英国海军历史处外国资料科（FDS/NHB）于1986年1月发布的修正报告，U-208号是1941年12月7日在直布罗陀以西海域遭英国驱逐舰赫斯珀洛斯号和收割者号共同以深水炸弹击沉，艇内45名官兵全数阵亡。

## 袭击历史摘要
| 日期          | 船名     | 船籍 | 吨位  | 结局 |
| ------------- | -------- | ---- | ----- | ---- |
| 1941年11月2日 | 拉普尔号 | 英国 | 3,872 | 击沉 |

## 脚注
1. ↑  威廉生，第11頁.
2. ↑  加洛普，第74頁.
3. 1 2  Gröner 1991，第43–46頁.
4. ↑  加洛普，第72頁.
5. 1 2 3  . U-Boot-Archiv.   [2025-07-17].
6. 1 2  Helgason, Guðmundur. . German U-boats of WWII - uboat.net.   [2025-07-17].
7. ↑  Helgason, Guðmundur. . German U-boats of WWII - uboat.net.   [2025-07-17].
8. 1 2  Helgason, Guðmundur. . German U-boats of WWII - uboat.net.   [2025-07-17].
9. ↑  Helgason, Guðmundur. . German U-boats of WWII - uboat.net.   [2025-07-17].
10. ↑  Helgason, Guðmundur. . German U-boats of WWII - uboat.net.   [2025-07-17].
11. ↑  Niestlé，第216頁.
12. ↑  Blair，第476頁.